# Quitman County, Georgia
Quitman County är ett administrativt område i delstaten Georgia, USA, och ligger intill gränsen mot Alabama. Den administrativa huvudorten (county seat) är Georgetown med ungefär tusen invånare. Det skapades den 10 december 1858 och hade år 2010 en befolkning på 2 513. En uppskattning för 2007 års folkräkning visar en befolkning på 2 666.

## Geografi
Enligt United States Census Bureau så har countyt en total area på 417 km². 393 km² av den arean är land och 24 km² är vatten.

### Angränsande countyn
- Stewart County - nord
- Randolph County - öst
- Clay County - syd
- Barbour County, Alabama - väst